# Verzorgingsstaat
Met verzorgingsstaat wordt een bestuurlijk systeem aangeduid waarin een staat in meerdere of mindere mate verantwoordelijkheid neemt voor het welzijn van zijn burgers, zoals in kwesties van arbeidsomstandigheden, armenzorg, gezondheidszorg, onderwijs, werkgelegenheid en sociale zekerheid. Ook wordt de term verzorgingsstaat gebruikt voor een land waarin een dergelijk systeem bestaat. De term komt oorspronkelijk van critici van dergelijke systemen maar werd in de loop van de decennia meer en meer als neutraal begrip gebruikt. Onder invloed van veranderend politiek beleid in België en Nederland verschuift vanaf de laatste eeuwwisseling de opvatting dat de staat een taak heeft in de verzorging van zijn burgers, naar de opvatting dat de staat dient te faciliteren; zo verandert de verzorgingsstaat langzaam in een participatiesamenleving, waar alleen voor de sociaal zwakkeren verzorgingsvoorzieningen worden getroffen.

## Geschiedenis
De moderne verzorgingsstaat ontwikkelde zich in een geleidelijk proces dat in de late 19e eeuw begon en in de 20e eeuw voortduurde. De ontwikkeling van sociale verzekeringen in Duitsland onder Bismarck was bijzonder invloedrijk. Sommige regelingen, waaronder die in Scandinavië, werden grotendeels gebaseerd op de ontwikkeling van autonome, mutualistische voorzieningen (voorzieningen op basis van niet-commerciële verzekeringen); andere werden gebaseerd op de staatsvoorziening.
Voorbeelden van vroege verzorgingsstaten in de moderne wereld zijn Zweden en Nieuw-Zeeland in de jaren dertig. De veranderde houdingen tegenover de Grote Depressie zette het proces van de verzorgingsstaat in vele landen in werking. Tijdens de periode na de Tweede Wereldoorlog versnelde dit proces zich. In vele landen in Europa werd een systeem van sociale voorzieningen uitgebreid.
Vanaf de jaren zeventig kwamen de verzorgingsstaten onder toenemende politieke druk van neoliberaal rechts. Begin jaren tachtig kwam de Nederlandse verzorgingsstaat in crisis en zou het systeem onhoudbaar zijn geworden.
Een van de theoretische grondleggers van het principe is de Franse filosoof François Ewald.

### Crisis van de verzorgingsstaat in Nederland
In de jaren na de Tweede Wereldoorlog werd de Nederlandse verzorgingsstaat geleidelijk uitgebouwd. Een uitgebreid stelsel van uitkeringen, publieke gezondheidszorg, onderwijs en een groeiend aantal ambtenaren werd gefinancierd vanuit stijgende belastingen en premieopbrengsten. Dit ging lange tijd goed, totdat begin jaren tachtig het stelsel onbetaalbaar werd en dreigde te bezwijken onder zijn eigen gewicht.
De werkloosheid begon in de jaren zeventig geleidelijk op te lopen. In 1983 bereikte de werkloosheid het hoogtepunt van ongeveer 11% (800.000 personen). Deze hoge werkloosheid veroorzaakte hoge sociale uitgaven, terwijl de belastingopbrengsten juist terugliepen door het lage aantal werkenden. Hierdoor liep het begrotingstekort in 1982 op tot 10,7% van het bruto nationaal product (bnp). Deze situatie was onhoudbaar omdat er niet oneindig kon worden geleend.
Om de crisis van de verzorgingsstaat te bezweren hervormden de kabinetten-Lubbers (1982-1994) de verzorgingsstaat ingrijpend. De lonen werden gematigd, ambtenarensalarissen en het minimumloon werden met 3% verlaagd en de uitkeringen werden met zo'n 15% verlaagd. Daardoor werden de loonkosten verlaagd en konden bedrijven meer personeel aannemen, zodat de werkloosheid kon dalen. Tegelijkertijd werden de overheidsuitgaven verlaagd, waardoor ook de belastingen (sociale premies) konden worden verlaagd.
Het was belangrijk om de sociale premies te verlagen, omdat deze voor een groot deel (ongeveer 45%) bijdragen aan de totale loonkosten. De sociale premies waren gestegen van 15% bnp in 1970 naar 24% bnp in 1983 om de gestegen uitkeringskosten op te brengen. Door de hoge premies werden loonkosten verhoogd, waardoor personeel duurder werd. Daardoor werden Nederlandse producten duurder, waardoor de Nederlandse concurrentiepositie werd verslechterd. Hierdoor presteerden Nederlandse bedrijven slecht en moesten werknemers worden ontslagen, waardoor het aantal uitkeringsgerechtigden toenam en derhalve de sociale premies opnieuw stegen. Deze vicieuze cirkel moest worden doorbroken door de premies te verlagen.
De situatie was onhoudbaar geworden omdat zelfs het verhogen van de sociale premies niet meer voldoende was om de stijgende kosten te kunnen dekken. Daarom werd er ook veel geld bijgeleend. De staatsschuld liep daardoor op van 44% bnp in 1982 tot 71% bnp in 1991. Door het verschil tussen uitkering en werk te vergroten, zorgde Lubbers ervoor dat mensen met een lager loon genoegen namen. Het beleid werkte en de werkloosheid daalde. Het begrotingstekort werd teruggebracht, evenals de sociale premies.

#### Participatiestaat
In het tweede decennium van de 21e eeuw wordt in Nederland soms gesproken van een participatiestaat. Dit houdt in dat de overheid, mede onder druk van bezuinigingen, probeert de organisatie van verantwoordelijkheden op sociaal gebied die veel geld kosten elders in de samenleving te leggen. De centrale overheid stoot haar verantwoordelijkheden op het gebied van onder meer zorg en sociale zekerheid af. In een participatiesamenleving worden burgers geacht direct verantwoordelijkheid te nemen voor elkaar.

## Typen verzorgingsstaten
De Deense socioloog Esping-Andersen maakte een onderscheid in drie typen verzorgingsstaten, ingedeeld naar geografische herkomst. Later werden hier nog twee typen aan toegevoegd. Nederland wordt beschouwd als mengvorm van het sociaaldemocratische type en het corporatistische type.
- sociaaldemocratisch/Scandinavisch - Dit type verzorgingsstaat heeft een hoog niveau van decommodificatie.[5] Dit type kent een uitgebreid stelsel van sociale zekerheid met relatief hoge, vrij algemeen toegankelijke uitkeringen. Het is in dit type dus niet afhankelijk van je inkomen of vermogen hoeveel hulp je van de overheid krijgt, de hulp is universeel [1]. Daarnaast is het zo dat marktwerking in dit type is buitengesloten.[5] In dit type wordt iedereen, dus ook vrouwen gestimuleerd om mee te doen aan het arbeidsproces, want alleen op deze manier is het solidaristisch verzorgingsbestel op hoog niveau te handhaven.[5] De burgers betalen namelijk veel premies en belasting, met als gevolg dat er goede regelingen voor ouderschapsverlof zijn en een hoge arbeidsmarktparticipatie is. Dit type is onder andere te vinden in Denemarken, Finland en Zweden.
- corporatistisch/continentaal - Dit type verzorgingsstaat heeft een gematigd niveau van decommodificatie.[5] De sociale voorzieningen en subsidies die men krijgt in dit type hangen af van het inkomen.[5] Daarom heeft dit type dus een relatief hoog voorzieningenniveau, maar de toekenning van rechten is selectiever dan bij het sociaaldemocratische type. Dit type komt voort uit de 'rooms-katholieke sociale politiek aan de ene kant en die van corporatisme en etatisme anderzijds.[5] Werknemers- en werkgeversorganisaties spelen in dit type een belangrijke rol; de rol van de overheid op de arbeidsmarkt is beperkt. Relatief weinig vrouwen en oudere mannen hebben een baan, dit komt door de historische traditie van de rooms-katholieke sociale politiek[5] In dit type krijgen gezinnen vooral hulp van de overheid op het moment dat alle andere hulpbronnen van het gezin zijn opgebruikt.[5] Dit type is onder andere te vinden in Frankrijk, België, Duitsland, Luxemburg en Oostenrijk.
- liberaal/Angelsaksisch - Bij dit type ligt de nadruk vooral op het liberalisme en het primaat van de markt.[5] 'De marktwerking wordt door de staat actief dan wel passief gestimuleerd of door private verzorgingsarrangementen te subsidiëren of door sociale voorzieningen en uitkeringen op een bescheiden niveau te houden (via bijvoorbeeld een middelentoets) en deze slechts aan de werkelijk en aantoonbaar behoeftigen te verschaffen.[5] Het niveau van sociale voorzieningen ligt veel lager, en uitkeringen zijn moeilijker te krijgen, bovendien zijn de uitkeringspercentages lager en korter. Hierdoor is er in dit type verzorgingsstaat een lage mate van decommodificatie.[5] De overheid bemoeit zich daarnaast weinig met de zorgtaken en trekt daar weinig geld voor uit, hierdoor zijn er grote verschillen tussen verschillende sociale klasse. In dit type is er een maatschappelijke tweedeling door het liberale stratificatie beginsel: aan de ene kant is er een groep burgers met een laag inkomen die afhankelijk is van de staat, aan de andere is er een rijkere groep burgers die zich private sociale voorzieningen kan veroorloven.[5] Dit type is onder andere te vinden in de Verenigde Staten, het Verenigd Koninkrijk, Canada, Australië en Ierland.

De twee nieuwe typen verzorgingsstaten zijn te onderscheiden als:
- Mediterraan - Dit type verzorgingsstaat ligt dicht bij het corporatistische type, maar de sociale voorzieningen zijn in dit systeem nog minder volledig.[5] Dit komt omdat er in dit type wordt verwacht dat het gezin en sociale relaties zorgen voor sociale zekerheid.[5] Dit type heeft relatief ruime voorzieningen voor werkenden. De pensioenen zijn erg hoog, maar er is een lagere sociale zekerheid. De arbeidsparticipatie door vrouwen is laag en voor niet-werkenden zijn weinig sociale voorzieningen beschikbaar. Onder andere te vinden in Spanje, Griekenland, Portugal en Italië.
- Nieuwe lidstaat - Dit is een combinatie van liberale en corporatistische typen verzorgingsstaten. Er is een laag peil van voorzieningen, de pensioenen liggen ietwat laag, en er is een relatief lage sociale zekerheid. Dit type is zo genoemd omdat het aanwezig is in de nieuwe lidstaten van de Europese Unie. Onder andere te vinden in Hongarije, Polen, Tsjechië en Slowakije.

## Metingen
De mate waarin een land een verzorgingsstaat in stand houdt, kan uitgedrukt worden als het gedeelte van de overheidsbegroting dat opgaat aan sociale voorzieningen. De mate waarin werkenden hiervan profiteren, kan gemeten worden als wat Shaikh en Tonak het netto sociaal inkomen noemen: het totaal inkomen uit pensioenen, uitkeringen en gebruik van sociale voorzieningen, verminderd met het totaal aan belasting en premies dat de werkenden betalen. Dit kan positief zijn (herverdeling van de staat naar de werkenden) of negatief (herverdeling van werkenden naar de staat).
In de Verenigde Staten is het netto sociaal inkomen tijdens de lange naoorlogse bloeiperiode (ca. 1952-1973) negatief geweest: hier hebben de werkenden bijgedragen aan andere overheidsuitgaven. Pas tijdens de stagflatiecrisis, een periode van grote werkloosheid, werd het sociaal inkomen positief, om onder het beleid van president Reagan weer onder nul te duiken.
In andere westerse landen was het netto sociaal inkomen gedurende de hele periode 1952-1987 wel positief, maar bedroeg het slechts maximaal 5% van het bruto nationaal product van die landen.